# Leucobryum macro-falcatum
Leucobryum macro-falcatum är en bladmossart som beskrevs av C. Müller 1897. Leucobryum macro-falcatum ingår i släktet Leucobryum och familjen Dicranaceae. Inga underarter finns listade i Catalogue of Life.